# Khalid
Khalid Donnel Robinson (* 11. února 1998 Fort Stewart, Georgie), známý pouze jako Khalid, je americký zpěvák a skladatel. Jeho debutový singl „Location“ vyšel v červenci 2016. Jeho debutové studiové album „American Teen“ bylo vydáno 3. března 2017. Byl šestkrát nominován na cenu Grammy.

## Kariéra

### 2016–2017: American Teen a „Silence“
Khalid začal psát a tvořit hudbu na střední škole. Jeho debutový singl „Location“ vyšel v červenci 2016. Druhý singl, „Young, Dumb & Broke", se stal hitem. 28. dubna 2017 byla vydána píseň rappera Logic „1-800-273-8255“ s Khalidem a Alessiou Carou. Jeho debutové studiové album „American Teen“ bylo vydáno 3. března 2017. Album obdrželo velmi kladné kritické uznání. V roce 2017 získal Khalid cenu VMA za nejlepšího nového umělce. Dalším singlem byla spolupráce s americkým DJem Marshmello s názvem „Silence“, která vyšla 11. srpna 2017 prostřednictvím RCA Records. V roce 2018 získal za uplynulý rok 5 nominací na cenu Grammy včetně nejlepšího nového umělce.

### 2018–doposud: Suncity a Free SpiritEdit
14. února 2018 vydal s Normani píseň „Love Lies“, která je soundtrackem k filmu Já, Simon. S písní vystupují v pořadu The Tonight Show Starring Jimmy Fallon, a dokonce i na Billboard Music Awards v roce 2018. V květnu 2018 spolupracoval na písni „Youth“ s kanadským zpěvákem Shawnem Mendesem. Píseň spolu předvedli také na Billboard Music Awards 20. května 2018 jako poctu obětem ozbrojeného násilí. Představení doprovázel sbor teenagerů. Během roku 2018 dále spolupracoval s Billie Eilish na pisni „Lovely“ a na písni „Eastside“ s Halsey a Benny Blancem. 19. října 2018 vydal EP „Suncity“ prostřednictvím RCA Records.
V únoru 2019 Khalid vydal singl „Talk“. Jeho druhé studiové album, „Free Spirit“, bylo vydáno 5. dubna 2019 spolu s doprovodným krátkým filmem. 20. dubna 2019 se stal prvním a jediným umělcem, který obsadil najednou top 5 nejlepších písní žebříčků Billboard R&B Songs.
Za účelem propagace alba se Khalid pustil do svého čtvrtého koncertního turné, které pod názvem „Free Spirit World Tour“ začalo 18. května 2019 a skončilo 5. prosince 2019. Po vydání alba se Khalid stal nejvíce streamovaným světovým umělcem na Spotify s 50,4 milióny posluchačů měsíčně, čímž překonal Arianu Grande.

## Diskografie
- American Teen (2017)
- Free Spirit (2019)
- Sincere (2024)